# Ecsegfalva
Ecsegfalva este un sat în districtul Gyomaendrőd, județul Békés, Ungaria, având o populație de 1.358 de locuitori (2011). 

## Demografie
Componența etnică a satului Ecsegfalva
     Maghiari (98,94%)
     Romi (1,06%)
Componența confesională a satului Ecsegfalva
     Fără religie (61,19%)
     Reformați (9,65%)
     Necunoscută (29,16%)
     Alte religii (0,22%)
Conform recensământului din 2011, satul Ecsegfalva avea 1.358 de locuitori. Din punct de vedere etnic, majoritatea locuitorilor (98,94%) erau maghiari.  Din punct de vedere confesional, majoritatea locuitorilor (61,19%) erau persoane fără religie, cu o minoritate de reformați (9,65%). Pentru 29,16% din locuitori nu este cunoscută apartenența confesională.